# Vanessa Alexandra Mendoza Bustos
Vanessa Alexandra Mendoza Bustos, més coneguda com a Vanessa Mendoza (Unguía, Chocó, 25 de juliol de 1981), és una model i política, professional en hostaleria i turisme amb especialització en mercadeig turístic. Guanyadora del concurs Señorita Colòmbia 2001, pel departament de Chocó, va ser la primera reina colombiana de raça negra en arribar a Miss Univers representant el seu país.

## Biografia
Vanessa Alexandra Mendoza és oriünda del departament del Chocó, Colòmbia. Va créixer en un petit poble anomenat Ungía. El seu pare, Abel Mendoza Lluna, va morir quan ella encara era jove, deixant a la seva mare, Liduvina Busts Moreno, cuidant d'ella i els seus quinze germans i germanes. Malgrat les males condicions en què vivia la seva família, Vanessa va mostrar interès primerenc per convertir-se en model, i va començar a exercir aquesta carrera tan aviat com va poder.
Mendoza es va convertir en Miss Chocó al 2001, any en què la model també va haver de fer front a un escàndol racial. Es va convertir en la primera Miss Colòmbia de raça negra. Malgrat ser acusada d'haver guanyat el concurs per erradicar els rumors sobre el racisme, Mendoza es va fer popular entre els colombians, que li van donar el sobrenom de "la Barbie Negra". També va ser objecte d'una recepció oficial a Cartagena després de la seva victòria.
Mendoza substitueix a Andrea Noceti com a Señorita Colòmbia. Abans de guanyar el certamen, Mendoza s'havia convertit en l'única concursant de la versió 2001 que no va admetre tenir una cirurgia plàstica.
El 2 de març de 2005, ella i Chris Tucker (comediant) van ser els principals oradors en un discurs en el Benedicto College.
Al desembre del 2009, Mendoza es va casar a Aruba amb l'empresari Andrés Ibarra amb el qual té un fill, Juan Diego.
Des que va ser señorita Colòmbia l'any 2001 – 2002, va conèixer de prop la problemàtica nacional i des d'aquell moment el treball social ha sigut el seu principal objectiu. En conseqüència, aquesta dona, de caràcter ferm i somriure encantador, va crear al 2003 la fundació que porta el seu nom, a través de la qual li va prometre a la infantesa que els seus somnis sí podrien fer-se realitat.
D'aquesta manera, Vanessa ha treballat en projectes de salut, educació, recreació i alimentació per millorar la qualitat de vida de les nenes i nens colombians. Sense deixar de costat els programes alterns que ha desenvolupat per les dones de la llar, mares comunitàries, adolescents i tercera edat, i iniciant la feina de casa en el Chocó. Actualment, la seva fundació compta amb més de 1.500 nens entre Chocó, Bogotà, Valle i diversos municipis del país.
Al 2010, va ser Candidata per l'Associació Nacional d'Estudiants Afrocolombians (ASNEA) a la Cambra de Representants. En 2014, va ser candidata novament avalada pel Consell Comunitari dels corregiments de San Antonio i El Castillo. Malauradament, no va ser triada en cap de les dues ocasions.
En 2016, va ser jurat convidada en la gala final de la XLV edició del certamen de bellesa Regnat Internacional del Cafè 2016, el qual es va realitzar del 2 al 9 de gener de 2016 durant el marc de la Fira de Manizales a Manizales, Colòmbia.
El 7 de juliol de 2017, per una decisió del Consell Nacional Electoral, va ser designada com a Representant a la Càmera per part de les comunitats afrocolombianes, després que el Consell d'Estat anul·lés l'elecció de Moisés Orózco per irregularitats en els documents presentats en el moment de ser inscrit com a candidat. La llista de Mendoza va resultar ser l'única que respectava tots els requisits exigits per la llei per ocupar el càrrec.

## Reconeixements
A través de la Fundació Vanessa Mendoza va aconseguir el suport d'organitzacions internacionals i d'institucions mèdiques nacionals per ajudar a milers de nens amb problemes de llavi leporí i altres tipus de malformacions que solen tenir lloc en diverses de les regions més apartades de Colòmbia. La fundació va capficar-se en un projecte que va ser excel·lent alhora de garantir ajudes als nens malalts per tal que rebessin atenció integral als millors centres de salut del país.
Altre dels reconeixements més valorats a Vanessa Mendoza és la lluita per tal d'aconseguir un servei elèctric òptim al seu poble natal, Unguía. La model va lluitar fins a aconseguir que els funcionaris del departament de la regió s'animessin a invertir els diners suficients per a la reforma.
- Creu Gran Caballero, donada per la Càmera de representant en el 2002.
- Ordre de la democràcia Simón Bolívar, donada pel senat en el 2002.
- Ordre del Congrés de la República.
- Esment d'Honor per Associació Cimarrón (ONG).
- Premi GES atorgat en el Billboard Live Miami EE.UU com a representant d'ètnies a Colòmbia.
- Premi presència expopacífic 2007 Fundació Matamba al talent de personalitats afrocolombianes.
- Premi deessa de Banús pel Cercle de Periodistes i Comunicadores del Chocó.

Ella ha estat primera persona afrocolombiana en aparèixer en una estampilla colombiana. També va ser la segona Miss Colòmbia en il·lustrar aquesta estampilla després de la ex Miss Univers Luz Marina Zuluaga.
L'emissió de l'estampilla amb la figura de Vanessa va ser la número 2.200. De fet, des que va començar Adpostal, es van emetre 250.000 exemplars, tots dissenyats per Edgar Hernández.